# Sagittaria platyphylla
Sagittaria platyphylla är en svaltingväxtart som först beskrevs av Georg George Engelmann, och fick sitt nu gällande namn av Jared Gage Smith. Sagittaria platyphylla ingår i släktet pilbladssläktet, och familjen svaltingväxter. Inga underarter finns listade.

## Bildgalleri

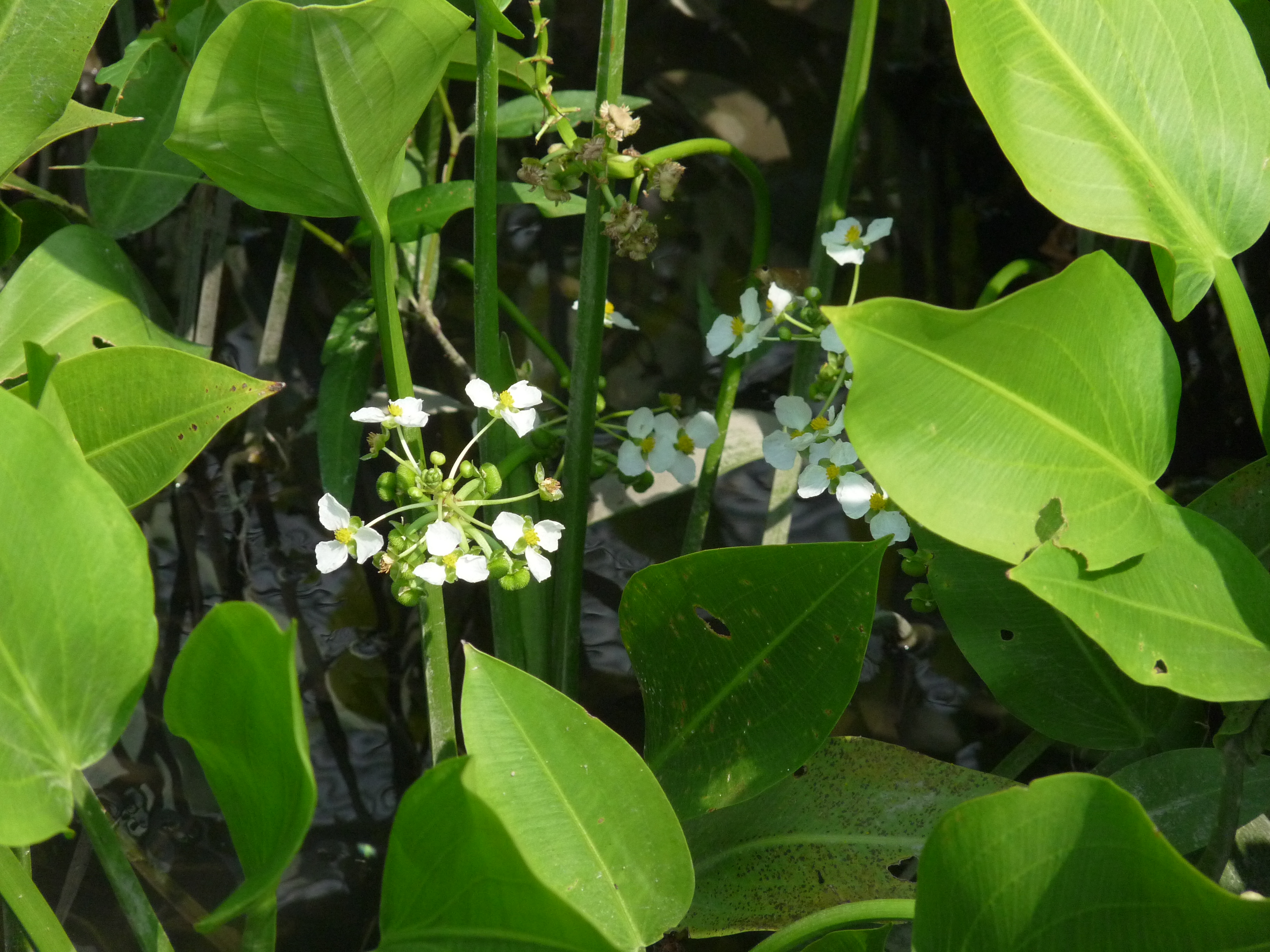